# Rotterdam Open 2005
Il Rotterdam Open 2005, conosciuto anche con il nome di ABN AMRO World Tennis Tournament 2005 per ragioni di sponsorizzazione, è stato un torneo di tennis giocato sul cemento indoor. È stata la 32ª edizione del Rotterdam Open, che fa parte della categoria International Series Gold nell'ambito dell'ATP Tour 2005. Si è giocato all'Ahoy Rotterdam indoor sporting arena di Rotterdam in Olanda Meridionale, dal 14 al 20 febbraio, 2005.

## Campioni

### Singolare
Roger Federer ha battuto in finale  Ivan Ljubičić con il punteggio di 5–7, 7–5, 7–6(5)

### Doppio
Jonathan Erlich /  Andy Ram hanno battuto in finale  Cyril Suk /  Pavel Vízner con il punteggio di 6–4, 4–6, 6–3